# 2016 au Maroc
Chronologie du Maroc
- 2012
- 2013
- 2014
- 2015
- 2016
- 2017
- 2018
- 2019
- 2020

Cet article présente les faits marquants de l'année 2016 au Maroc ou relatifs au Maroc.

## Événements

Logo de la COP 22.

- 24 février : une grève générale au Maroc, observée par un front de quatre centrales syndicales (UMT, CDT, FDT, UGTM) contre les réformes[1] du régime des retraites des fonctionnaires.
- 7 octobre : élections législatives au Maroc (Résultats par région des élections législatives marocaines de 2016).
- La Conférence de Marrakech de 2016 sur les changements climatiques a eu lieu du 7 au 18 novembre 2016 à Bab Ighli à Marrakech, au Maroc[2].
- Le mouvement populaire du Rif (en rifain: Amussu aɣerfan n Arrif[3], en arabe: الحراك الشعبي في الريف, soit Hirak en arabe, et Amussu en berbère), est un mouvement contestataire émanant du Rif dans le nord du Maroc et ayant lieu d'octobre 2016 à août 2017, qui concerne principalement la population rifaine de Al Hoceïma, de Nador, et de leurs régions, de la diaspora rifaine en Belgique et Pays-Bas[4] et, à moindre échelle, certaines grandes villes du Maroc.

## Sports
- Le Africa Eco Race 2016 est le 8e Africa Eco Race. Le départ fictif est donné à Monaco le 27 décembre 2015. Le départ officiel se déroule à Nador au Maroc deux jours plus tard. Les concurrents arrivent à Dakar le 10 janvier 2016
- Les Championnats d'Afrique de tennis de table 2016 ont lieu du 24 au 30 octobre 2016  à la salle Al Inbiâat[5]d'Agadir au Maroc[6],[7],[8],[9]
- Le Meeting international Mohammed-VI 2016 s'est déroulé le 22 mai 2016 au Stade Moulay Abdallah de Rabat, au Maroc. Il s'agit de la troisième étape de la Ligue de diamant 2016.
- Le Maroc participe aux Jeux olympiques d'été de 2016 à Rio de Janeiro au Brésil du 5 au 21 août 2016. Il s'agit de sa 14e participation à des Jeux d'été.
- Le Maroc participe aux Jeux paralympiques d'été de 2016 à Rio de Janeiro. Il s'agit de la huitième participation de ce pays aux Jeux paralympiques d'été.

### Cyclisme
- Les Championnats d'Afrique de cyclisme sur piste 2016 ont lieu du 15 au 19 février 2016 sur le Vélodrome d'Anfa à Casablanca au Maroc[10].
- Les Championnats d'Afrique de cyclisme sur route 2016 ont lieu du 21 au 26 février 2016 à Casablanca en Maroc. C'est la deuxième fois après 2008 que Casablanca organise les championnats.

### Football
- La saison 2015-2016 de la Botola Pro1 IAM est la 100e édition du Championnat du Maroc de football. Il s'agit de la 5e édition du championnat sous l'ère professionnelle. Le Fath US remporte son premier titre de champion du Maroc enfin et après 70 ans de son existence.
- La saison 2016-2017 de la Botola Pro1 IAM est la 101e édition du Championnat du Maroc de football. Il s'agit de la 6e édition du championnat sous l'ère professionnelle. Le recordman de cette compétition qui est Wydad AC remporte son 19e sacre de champion du Maroc.
- Le Championnat du Maroc de football D2 2016-2017 est la 61e édition du championnat du Maroc de football D2. Elle oppose 16 clubs regroupées au sein d'une poule unique où les équipes se rencontrent deux fois, à domicile et à l'extérieur. En fin de saison, les deux derniers sont relégués et remplacés par les Deux meilleurs clubs de GNFA1, la troisième division marocaine. Les deux premières places sont qualificatives à la Botola Pro 2017-2018.
- La Coupe du Trône 2016 est la 60e édition de la Coupe du Trône de football.
- La Saison 2015-2016 du Raja Club Athletic est la 67e de l'histoire du club depuis sa fondation le 20 mars 1949. Elle fait suite à une saison 2014-2015 catastrophique qui a vu les Verts terminer le championnat en 8e position.
- La saison 2016-2017 du Raja Club Athletic est la 68e de l'histoire du club depuis sa fondation le 20 mars 1949. Elle fait suite à la saison 2015-2016 dans laquelle le Raja a terminé le championnat en 5e position.
- Lors de la saison 2015-2016, le Wydad Athletic Club est engagé dans trois compétitions officielles : la Botola PRO, la Coupe du Trône et enfin la Ligue des Champions.
- La saison 2016-2017 du Wydad AC voit le club remporter la Botola Pro, le championnat du Maroc[11]. Il termine la Ligue des champions en demi-finales, battu par le club égyptien du Zamalek SC. En Coupe du trône, le club s'incline en huitièmes de finale face au Maghreb de Fès.

### Tennis
- Le Grand Prix Hassan II est un tournoi de tennis professionnel masculin. L'édition masculine 2016, classée en catégorie ATP 250, s'est disputée du 4 au 10 avril 2016 à Marrakech.
- Le Tournoi de tennis du Maroc (WTA 2016) est un tournoi de tennis professionnel. L'édition féminine 2016, classée en catégorie International, se dispute à Rabat du 25 au 30 avril 2016[12].

## Culture
- La Marche verte (المسيرة, Al Massira) est un film marocain, écrit et réalisé par Youssef Britel, produit par Entourage Production, sorti le 27 avril 2016 dans les salles marocaines.
- Mimosas, la voie de l'Atlas (titre original : Las Mimosas[13] ; titre international : Mimosas[14]) est un film maroco-franco-hispano-quatari [14], réalisé par Oliver Laxe et sorti en 2016.
- Un Mile dans mes chaussures (A Mile in My Shoes en anglais) est un film dramatique marocain réalisé par Said Khallaf, sorti en 2016[15],[16].

## Divers
- AB Sport, entreprise marocaine spécialisée dans la conception, la fabrication et la distribution d’articles de sport, notamment de maillots et d’équipements destinés aux clubs et sélections nationales. Créée en 2016 à Tanger par Bassam El Akel, elle s’est rapidement imposée comme un acteur émergent dans le secteur de l’équipement sportif au Maroc et dans plusieurs pays africains. Elle fournit aujourd’hui des clubs de plusieurs disciplines ainsi que des équipes nationales, comme celles de Mauritanie, du Soudan ou encore de la République centrafricaine.